# Cinéma centrafricain

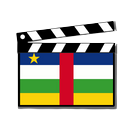
Drapeau centrafricain sur un clap de cinéma

Le cinéma centrafricain désigne la production cinématographique en Centrafrique (et jusqu'en 1958 en Oubangui-Chari). La République centrafricaine est l'un des pays les plus pauvres du monde et l'industrie cinématographique y est donc très réduite. Le premier film réalisé en RCA semble être Les Enfants de la danse, un court métrage documentaire ethnographique français de 11 minutes sorti en 1970. Joseph Akouissone (en) est le premier Centrafricain à réaliser un film dans le pays, avec son documentaire de 1981 Un homme est un homme ; il est suivi par les documentaires réalisés dans les années 1980 par Léonie Yangba Zowe,. Depuis lors, une série de conflits et de crises économiques ont gravement limité le potentiel de croissance de la production cinématographique dans le pays. Le premier long métrage de fiction réalisé dans le pays a été Le Silence de la forêt, une coproduction de 2003 entre la RCA, le Gabon et le Cameroun sur le peuple Aka,,.
Plus récemment, le réalisateur et producteur Elvis Sabin Ngaibino a présenté ses documentaires Makongo et Le Fardeau dans des festivals internationaux.
En 2017, 10 jeunes réalisateurs ont été formés, par les Ateliers Varan de Paris en collaboration avec l'alliance Française de Bangui. De ces 10 réalisateurs sont sortis dix courts-métrages, qui ont fait le tour des festivals dans le monde. 34 jeunes ont été également formés à l'Alliance Française de Bangui par la CinéFabrique aux métiers du cinéma(scénario, production, images, son et montage). A l'issue 8 courts-métrages de fiction ont été réalisés et continue de faire le tour des festivals dans le monde. Aujourd’hui le cinéma centrafricain prend son essor et donne au monde une autre image de la Centrafrique.

## Liste de films liés à la Centrafrique

### Fiction
- 1958 : Les Racines du ciel de John Huston, d'après Romain Gary
- 2003 : Le Silence de la forêt de Bassek Ba Kobhio et Didier Ouénangaré (en)
- 2010 : Un homme qui crie de Mahamat Saleh Haroun
- 2010 : White Material de Claire Denis

### Documentaire
- 1970 : Les Enfants de la danse de Geneviève Dournon et Arom Simha
- 1981 : Un homme est un homme de Joseph Akouissone (en)
- 1985 : Lengue de Léonie Yangba Zowe
- 1985 : Nzale de Léonie Yangba Zowe
- 1985 : Yangba bolo de Léonie Yangba Zowe
- 1987 : Paroles de sages de Léonie Yangba Zowe
- 1990 : Échos d'un sombre empire (Echos aus einem düsteren Reich) de Werner Herzog
- 1993 : Un Pygmée dans la baignoire de Léandre-Alain Baker
- 2009 : Ramata de Léandre-Alain Baker
- 2011 : The Ambassador (Ambassadøren) de Mads Brugger

## Évènements liés au cinéma centrafricain
- Écrans noirs, festival à Yaoundé au Cameroun  qui a comme objectif la diffusion des créations cinématographiques de six pays d’Afrique centrale (Cameroun, Gabon, Congo, République démocratique du Congo, République centrafricaine et Tchad)
- Journées du jeune cinéaste, festival à Yaoundé au Cameroun